# Okřídlí
Okřídlí (též ostřeší) jsou prkna, která pod šikmými stranami lomenice překrývají střešní latě, ke kterým jsou přibita. Okřídlí je někdy zdobeno ornamenty (zejména vlnovkou nebo motivy rostlin), jindy je dekorováno řezbou. Zdobená okřídlí najdeme zejména na památkách lidové architektury 19. století v severních a východních Čechách.
Kromě okřídlí střechy se někdy hovoří též o okřídlí oken.